# Bandera de la República Socialista Soviética de Uzbekistán
La bandera de la República Socialista Soviética de Uzbekistán fue adoptada por la RSS de Uzbekistán el 29 de agosto de 1952. Es una modificación de la bandera nacional de la URSS. 

## Descripción
La bandera de la República Socialista Soviética de Uzbekistán se presenta como un paño rectangular de color rojo con una franja celeste en el centro (la cual representa el cielo) en cuyos bordes hay franjas más delgadas de color blanco (las cuales representan el algodón, planta común en la región), con el martillo y la hoz dorados, y la estrella con bordes dorados en la parte superior del cantón.

## Historia
Antes de esto, la bandera era roja con el nombre de la república, tanto en los idiomas uzbeko (Ўзбекистон ССР, Ozbekiston SSR) y ruso (Узбекская ССР, Uzbekskaya SSR) en color dorado en la esquina superior izquierda.
Entre 1931 y 1937, la bandera era la misma, pero con la abreviatura uzbeka OzSSC, y su equivalente ruso: "УзССР."
Desde 1937 hasta la adopción de la bandera mostrada arriba, en 1940, la bandera era la misma, pero con el nombre en caracteres latinos: "OZBEKISTAN SSR."
La primera bandera fue izada el 22 de julio de 1925 y era roja, con el nombre de la república en alfabeto árabe y los caracteres cirílicos УзССР en la esquina superior izquierda en color dorado. El 18 de noviembre de 1991 fue reemplazada por la actual bandera de Uzbekistán.

Bandera de la RSS de Uzbekistán (1925-1927)
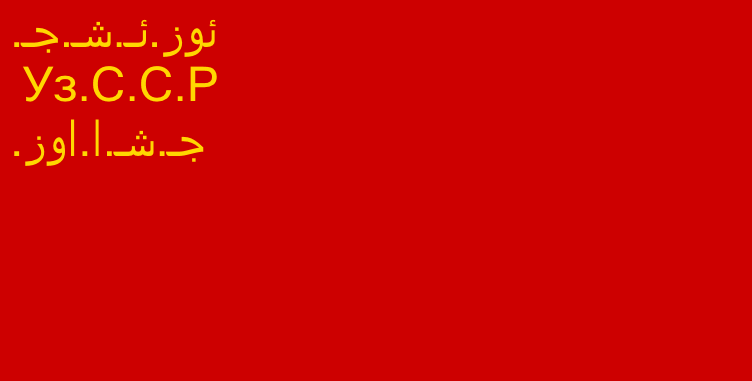
Bandera de la RSS de Uzbekistán (1927-1929)
Bandera de la RSS de Uzbekistán (1929-1931)
Bandera de la RSS de Uzbekistán (1931-1934)
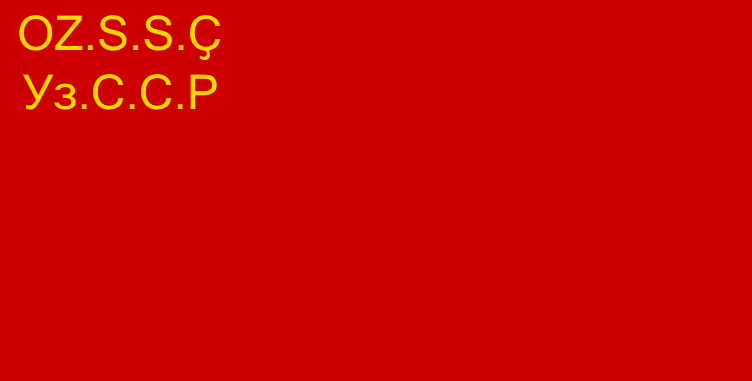
Bandera de la RSS de Uzbekistán (1934-1935)
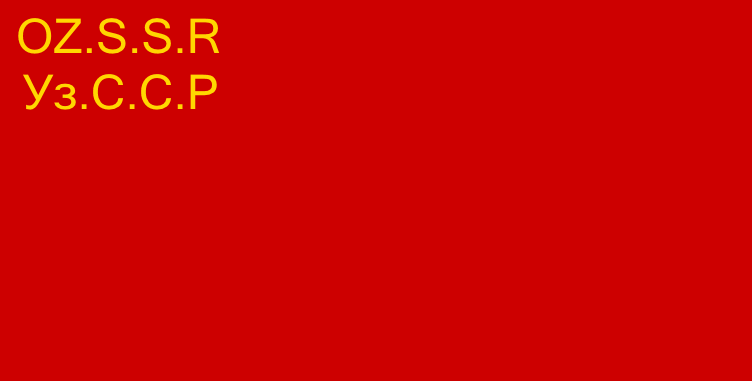
Bandera de la RSS de Uzbekistán (1935-1937)
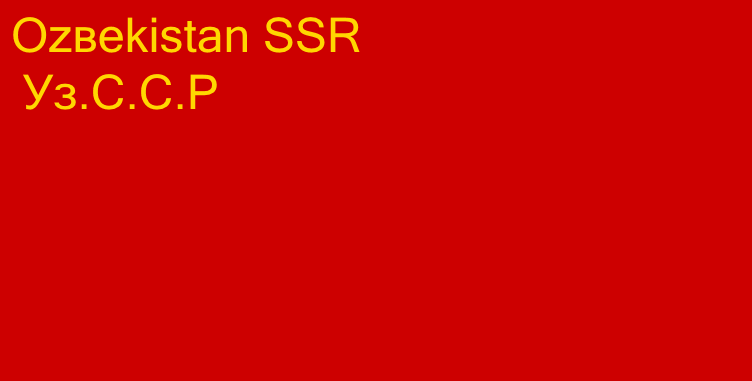
Bandera de la RSS de Uzbekistán (1937-1938)
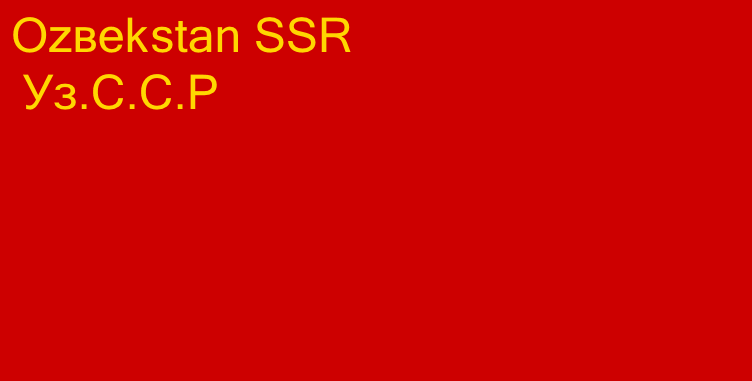
Bandera de la RSS de Uzbekistán (1938-1939)
Bandera de la RSS de Uzbekistán (1939-1941)
Bandera de la RSS de Uzbekistán (1941-1952)
Bandera de la RSS de Uzbekistán (1952-1991).
Reverso de la Bandera de la RSS de Uzbekistán.